# Новопаволоцьке
Новопаволоцьке —  селище в Україні, у Житомирському районі Житомирської області. Входить до складу Андрушківської сільської громади. Населення становить 144 осіб.
Виникло 1935 року як поселення відділку радгоспу цукрозаводу. Взяте на облік із присвоєнням назви 27 червня 1969 року.